# Matinsaari (ö i Södra Savolax, S:t Michel, lat 61,41, long 26,45)
Matinsaari eller Pujo är en ö i Finland. Den ligger i sjön Ylä-Rieveli och i kommunen Pertunmaa i den ekonomiska regionen  S:t Michel och landskapet Södra Savolax, i den södra delen av landet, 160 km nordost om huvudstaden Helsingfors. Öns area är 11,3 hektar och dess största längd är 0,6 kilometer i nord-sydlig riktning.